# Estádio Nea Smyrni
O Estádio Nea Smyrni é um estádio de futebol localizado em Nea Smyrni, Atenas, Grécia.
Inaugurado em 1939, é a casa do tradicional Panionios FC, sediado em Nea Smyrni, no subúrbio ateniense, o clube tem um projeto de uma Nova Arena Nea Smyrni, com capacidade para 29.200 pessoas, todavia não saiu do papel.